# کوه اوپوک
کوه اوپوک (اوکراینی: Опук) یک کوه در شبه‌جزیره کریمه است.